# Acacia homaloclada
Acacia homaloclada é uma espécie de leguminosa do gênero Acacia, pertencente à família Fabaceae.